# Объединяющая церковь Австралии, Синод Виктории и Тасмании
Объединяющая церковь  Австралии, Синод Виктории и Тасмании (англ. Uniting Church in Australia, Synod of Victoria and Tasmania) — орган Объединяющей церкви Австралии, охватывающий штаты Виктория и Тасмания, один из шести географических синодов церкви. 

## История
Когда в 1977 году была создана Объединяющая церковь, Синод Виктории и Синод Тасмании были независимыми, но впоследствии объединились с ней 22 июня 2002 года. 

## Общественная деятельность
Организация занимается социальным служением, защитой детей от домашнего насилия.

## Структура
Председателем синода является модератор, избираемый на должность сроком на три года. Преподобный Дэвид Фотерингем стал модератором Синода Виктории и Тасмании 30 июня 2022 года.

## Пресвитерии
Синод Виктории и Тасмании состоит из восьми пресвитерий (региональных советов): Пресвитерия Джиппсленда, Пресвитерия Лоддон Малли, Пресвитерия Северо-Восточной Виктории, Пресвитерия Порт-Филлип-Ист, Пресвитерия Порт-Филлип-Уэст, Пресвитерия Тасмании, Пресвитерия Западной Виктории и Пресвитерия Ярра Ярра.
Когда в 1977 году была создана Объединяющая церковь Австралии, она насчитывала 17 пресвитерий: три в Синоде Тасмании и четырнадцать в Синоде Виктории.